# Liste des routes du Monténégro

Routes du Monténégro.

Le réseau routier et autoroutier national du Monténégro est l'un des plus jeunes d'Europe et est actuellement en construction.

## Routes nationales
| Numéro | Itinéraire | Longueur |
| ------ | --- | -------- |
|        | Debeli Brijeg / Croatie – Meljine – Lipci – Kotor – Budva – Petrovac na Moru – Sutomore – Bar – Ulcinj – Vladimir-Sukobin / Albanie                                                                | 163,0 km |
|        | Sutomore – Tunnel de Sozina - Virpazar | 12,0 km  |
|        | Petrovac- Sotonići – Virpazar 1 – Virpazar 2 – Golubovci – Podgorica 1 – Podgorica 2 – Bioče – Mioska – Kolašin – Mojkovac – Slijepač Most – Ribarevina (en) – Bijelo Polje – Barski Most / Serbie | 187,0 km |
|        | Šćepan Polje / Bosnie-Herzégovine- Plužine – Jasenovo Polje – Vir – Nikšić – Cerovo – Danilovgrad – Podgorica 3 – Podgorica 1                                                                      | 134,0 km |
|        | Podgorica 2 - Tuzi – Božaj / Albanie | 22,3 km  |
|        | Ribarevina (en)- Berane – Budimlja – Kalače – Rožaje – Most Zeleni – Dračenovac / Serbie | 77,7 km  |
|        | Ranče / Serbie - Trlica – Pljevlja 1 – Đurđevića Tara – Žabljak – Virak – Pošćenski Kraj – Tunel Ivica (en) – Šavnik – Kruševice – Jasenovo Polje                                                  | 127,0 km |
|        | Nikšić - Vilusi 1 – Vilusi 2 – Ilijino Brdo / Bosnie-Herzégovine | 35,7 km  |
|        | Lipci - Grahovo – Vilusi | 38,6 km  |
|        | Vilusi 2 - Petrovići – Deleuša | 21,1 km  |
|        | Podgorica 3 - Cetinje – Budva | 58,3 km  |
|        | Lepetani - Tivat – Radanovići | 10,1 km  |
|        | Meljine - Petijevići – Sitnica / Bosnie-Herzégovine | 18,9 km  |
| Total  | Total | 905,7 km |

## Autoroutes
| Numéro | Nom                            | Itinéraire                                                                                    | Longueur  |
| ------ | ------------------------------ | --------------------------------------------------------------------------------------------- | --------- |
|        | Autoput Bar–Boljare            | Boljare / Serbie – Bijelo Polje – Berane – Andrijevica – Kolašin – Podgorica – Virpazar – Bar | 0167,4 km |
|        | Autoput Jadransko–Jonski       | Grahovo / Bosnie-Herzégovine – Nikšić – Cetinje – Bar – Ulcinj – Sukobin / Albanie            | 130,0 km  |
|        | Autoput Andrijevica–Čakor (de) | Andrijevica – Plav – Col de Čakor / Kosovo                                                    | 0027,0 km |
| Total  | Total                          | Total                                                                                         | 0294,4 km |

## Routes régionales
| Numéro | Itinéraire                                                               | Longueur   |
| ------ | ------------------------------------------------------------------------ | ---------- |
|        | Kotor – Čekanje – Njeguši – Krstac – Trojica – Cetinje                   | 36,3 km    |
|        | Berane – Buča – Andrijevica – Murino – Plav – Gusinje – Grnčar / Albanie | 54,5 km    |
|        | Metaljka / Bosnie-Herzégovine – Dajevića Han – Pljevlja                  | 40,3 km    |
|        | Čemerno / Serbie – Dajevića Han                                          | 10,5 km    |
|        | Rožaje – Kula – Stubica / Kosovo                                         | 23,1 km    |
|        | Vuča / Serbie – Most Zeleni                                              | 29,0 km    |
|        | Krstac / Bosnie-Herzégovine – Vir                                        | 42,8 km    |
|        | Nudo / Bosnie-Herzégovine – Grahovo – Resna                              | 50,9 km    |
|        | Murino – Bjeluha / Kosovo                                                | 35,4 km    |
|        | Đurđevića Tara – Mojkovac                                                | 45,9 km    |
|        | Trlica – Tomaševo – Pavino Polje – Slijepač Most                         | 65,5 km    |
|        | Budimlja – Podvade – Kalače                                              | 36,3 km    |
|        | Podvade – Petnjica                                                       | 3,1 km     |
|        | Kolašin – Mateševo – Bioče                                               | 59,3 km    |
|        | Čevo – Danilovgrad                                                       | 26,0 km    |
|        | Virpazar – Ostros – Vladimir                                             | 51,3 km    |
|        | Pošćenski Kraj – Trsa – Plužine                                          | 44,7 km    |
|        | Riđani / Bosnie-Herzégovine – Resna – Čevo – Čekanje                     | 58,0 km    |
|        | Šula – Gradac – Pljevlja / Serbie                                        | 34,2 km    |
|        | Mateševo – Trešnjevik – Andrijevica                                      | 34,7 km    |
|        | Virak – Tušina – Šavnik                                                  | 37,6 km    |
|        | Tušina – Semolj – Boan – Mioska                                          | 40,0 km    |
|        | Ulcinj – Ada Bojana                                                      | 14,6 km    |
|        | Cerovo – Bogetići – Glava Zete – Danilovgrad – Spuž – Rogami             | 40,5 km    |
|        | Lubnice – Buča                                                           | 10,3 km    |
|        | Krstac – Ivanova korita – Međuvršje – Krstac – Cetinje                   | 25,5 km    |
|        | Međuvršje – Mont Lovćen                                                  | 3,0 km     |
|        | Vrela – Njegovuđa                                                        | 2,6 km     |
|        | Podgorica – Dinoša – Cijevna Zatrebačka / Albanie                        | 24,0 km    |
|        | Virpazar – Bar                                                           | 37,8 km    |
|        | Bar – Krute                                                              | 14,3 km    |
| Total  | Total                                                                    | 1 032,0 km |

## Voir  aussi